# 216439 Люберці
216439 Люберці (216439 Lyubertsy) — астероїд головного поясу, відкритий 15 березня 2009 року.
Тіссеранів параметр щодо Юпітера — 3,339.